# 유 캔 카운트 온 미
《유 캔 카운트 온 미》(You Can Count On Me)는 미국에서 제작된 케네스 로너건 감독의 2000년 드라마 영화이다. 로라 리니 등이 주연으로 출연하였고 바바라 드 피나 등이 제작에 참여하였다.

## 출연

### 주연
- 로라 리니 ... 새미 프레스콧 역
- 마크 러팔로 ... 테리 프레스콧 역
- 매슈 브로더릭 ... 브라이언 에버렛 역
- 로리 컬킨 ... 루디 프레스콧 역

### 조연
- 에이미 라이언 ... 레이첼 루이즈 프레스콧 역
- 마이클 코트라이맨 ... 토마스 제러드 프레스콧 역
- 아담 르페브리 ... 대릴 보안관 역
- 핼리 페이퍼 ... 에이미 역
- 휘트니 밴스 ... 어린 새미 프레스콧 역

## 기타
- 공동제작: 줄리안 이라고리
- 라인프로듀서: 질 풋릭
- 협력프로듀서: 로버트 크라비스
- 협력프로듀서: 레이첼 피터스
- 미술: 마이클 쇼
- 의상: 멜리사 토스
- 배역: 리나 토드